# Chouteau
Chouteau és un poble dels Estats Units a l'estat d'Oklahoma. Segons el cens del 2000 tenia 1.931 habitants.

## Demografia
Segons el cens del 2000, Chouteau tenia 1.931 habitants, 751 habitatges, i 560 famílies. La densitat de població era de 312 habitants per km².
Dels 751 habitatges en un 35,3% hi vivien nens de menys de 18 anys, en un 58,2% hi vivien parelles casades, en un 12,1% dones solteres, i en un 25,4% no eren unitats familiars. En el 22,9% dels habitatges hi vivien persones soles el 10,3% de les quals corresponia a persones de 65 anys o més que vivien soles. El nombre mitjà de persones vivint en cada habitatge era de 2,52 i el nombre mitjà de persones que vivien en cada família era de 2,95.
Per edats la població es repartia de la següent manera: un 26,6% tenia menys de 18 anys, un 8,3% entre 18 i 24, un 27,1% entre 25 i 44, un 22,4% de 45 a 60 i un 15,7% 65 anys o més.
L'edat mediana era de 37 anys. Per cada 100 dones de 18 o més anys hi havia 91,6 homes.
La renda mediana per habitatge era de 32.950 $ i la renda mediana per família de 40.109 $. Els homes tenien una renda mediana de 31.750 $ mentre que les dones 19.559 $. La renda per capita de la població era de 15.482 $. Entorn del 12,2% de les famílies i el 14,8% de la població estaven per davall del llindar de pobresa.

## Poblacions més properes
El següent diagrama mostra les poblacions més properes.